# Josef Allerberger
Josef „Sepp” Allerberger (ur. 24 grudnia 1924 w Styrii, zm. 2 marca 2010 w Wals-Siezenheim) – żołnierz niemiecki austriackiego pochodzenia, jeden z najskuteczniejszych strzelców wyborowych Wehrmachtu odznaczony Złotą Odznaką Strzelca Wyborowego.

## Służba wojskowa
Po powołaniu do wojska w lutym 1943 roku po przeszkoleniu trafił na front wschodni w połowie lipca 1943 roku, jako strzelec karabinu maszynowego. Służył w 8. kompanii II. Batalionie 144. pułku 3. Dywizji Górskiej o numerze poczty polowej 09469 D, która w dniach od 17 do 22 lipca 1943 roku była uwikłana w ciężkie walki opóźniające zajęcie Zagłębia Donieckiego przez Armię Czerwoną. 22 lipca 1943 roku został lekko ranny odłamkiem granatu w lewą rękę. Jako strzelec wyborowy zaczął działać, kiedy znalazł w stosie zdobytej broni, podczas jej porządkowania na tyłach w ramach rekonwalescencji, sowiecki karabin Mosin wz. 1891/30 z celownikiem optycznym PU. Karabiny te były często używane przez żołnierzy niemieckich na froncie wschodnim z powodu ich dużej niezawodności w trudnych warunkach bojowych i z braku własnych karabinów dla snajperów na początku zmagań na froncie wschodnim. W maju 1944 roku został wysłany na specjalistyczne szkolenie snajperskie, które odbyło się w dniach 5 czerwca - 2 lipca na poligonie „Seetaler Alpe” niedaleko Judenburga w kraju związkowym Styria w Austrii, pomimo że uzyskał już wiele celnych trafień ze zdobycznego karabinu.
Allerberger od czasu szkolenia używał karabinka Mauser Kar98k z lunetą o czterokrotnym powiększeniu Hensoldt Dialytan. Pod koniec wojny często używał karabinu Gew43 i pistoletu maszynowego MP40. Znany był z zastosowania szkieletu parasola do maskowania w warunkach bojowych, w szkielet którego wplatał odpowiedni materiał maskujący do miejsca i czasu. We wrześniu 1944 roku za dotychczasowe zasługi na polu walki każdy snajper został wyróżniony Krzyżem Żelaznym II. Klasy. We wrześniu 1944 roku także Allerberger otrzymał Krzyż Żelazny II klasy. Zabił oficjalnie 257 żołnierzy wroga i jest drugim najskuteczniejszym snajperem Wehrmachtu po Matthäusie Hetzenauerze. Posiadacz „Złotego Orła” strzelców wyborowych. Został odznaczony Krzyżem Rycerskim 20 kwietnia 1945 roku przez dowodzącego Grupą Armii „Środek” Ferdinanda Schörnera. Niestety nie ma o tym wzmianki w oficjalnych dokumentach. Z podania Allerbergera dyplom przyznania odznaczenia zaginął podczas przesyłki, co było częstym zjawiskiem w ostatnich dniach wojny. Maszerując w cywilnym ubraniu i unikając długoletniej niewoli, 5 czerwca 1945 roku wrócił do rodzinnego domu pod Salzburgiem.
Po wojnie pracował jako mistrz stolarski. Zmarł 2 marca 2010 roku w Wals-Siezenheim.

## Odznaczenia
- Krzyż Żelazny (1939) II. i I. Klasy
  - II. Klasy (wrzesień 1944)[11]
  - I. Klasy (18 marca 1945)[11]
- Odznaka Szturmowa Piechoty srebrna (1 czerwca 1944)[11]
- Odznaka za Rany srebrna (17 listopada 1944)[11]
- Odznaka Strzelca Wyborowego złota (2 marca 1945)[11]
- Krzyż Rycerski (20 kwietnia 1945) – brak potwierdzenia w oficjalnych dokumentach[11].